# Camelot – Der Fluch des goldenen Schwertes
Camelot – Der Fluch des goldenen Schwertes ist ein britischer Fantasyfilm aus dem Jahr 1984, der auf dem mittelalterlichen Gedicht Sir Gawain and the Green Knight basiert. Der Film kam nicht in die deutschen Kinos und wurde ab dem 15. Dezember 1985 direkt als VHS vermarktet.

## Handlung
Am Hofe von König Artus erscheint wie aus dem Nichts ein mysteriöser grün leuchtender Ritter. Er fordert die Leute von Artus zu einem Spiel heraus. Er sucht einen Mann der tapfer genug ist, ihn mit seiner eigenen Axt zu enthaupten. Misslingt der Schlag jedoch, so hat der grüne Ritter das Recht, den Schlag auf gleiche Weise zu erwidern.
Einzig und allein der junge Knappe Gawain bringt den Mut auf, das Spiel anzunehmen. Gawain nimmt sich die Axt und der grüne Ritter beugt sein Haupt. Nach kurzem zögern schlägt Gawain zu, und der Kopf des Fremden fällt zu Boden. Der Schlag ist scheinbar geglückt. Der Körper des grünen Ritters jedoch erhebt sich, läuft zum abgetrennten Kopf und setzt ihn sich wieder auf. Die Menge ist sprachlos und kann es nicht fassen, was da geschieht. Gawain, starr vor Schreck, weiß nun, dass ihm der Tod bevorsteht. Der grüne Ritter nimmt sich seine Axt und holt zum Schlag aus. Doch unerwarteterweise schlägt er absichtlich daneben, um Gawain noch eine letzte Chance in Form eines Rätsels zu geben:

Wo das Leben leer ist – Glück
Wo das Leben dunkel ist – Feuer
Wo das Leben ist gülden – Schmerz
Wo das Leben verloren ist – Weisheit

Wenn es dem jungen Gawain gelinge, dieses Rätsel innerhalb eines Jahres zu entschlüsseln, so wird sein Leben verschont. Wenn nicht, kehrt der grüne Ritter zurück, und wird sein Todesurteil vollstrecken.
Gleich am nächsten Morgen beginnt Gawain mit seinem Knappen Humphrey die Suche nach der Lösung. Von einer geheimnisvollen Zauberin erhält er den Hinweis, nach Lyonesse zu reiten und in ein Horn zu blasen. Gawain begibt sich dorthin und bläst das Horn in der Hoffnung, einen Teil seines Rätsels zu lösen. Doch stattdessen ruft er damit den schwarzen Ritter, den König von Lyonesse. Gawain scheint unterlegen, kann den schwarzen Ritter aber in einem harten Kampf tödlich verwunden. Dieser bittet Gawain darum, ihn zum Sterben auf seine Burg zu bringen, was Gawain dann tut. Als sie ankommen, will ihn der schwarze Ritter jedoch von seinen Soldaten festnehmen lassen und Gawain versucht zu flüchten. Als er auf einer Brücke eingeschlossen und umstellt ist, entdeckt ihn Prinzessin Linet. Sie gibt ihm einen Ring, mit dem er sich unsichtbar machen kann. So kann er seinen Verfolgern entkommen, und Linet nimmt ihn mit in ihr Gemach.
Linet will die Königin von Lyonesse davon überzeugen, Gawain zum neuen König zu krönen. Die Königin lehnt zunächst ab, doch als Gawain dann vor ihr steht, ist sie von ihm ganz entzückt, und betrachtet ihn eher als neuen Liebhaber. Weil Gawain aber den Wünschen der Königin nicht nachkommen will, entschließt er sich mit Linet aus Lyonesse zu flüchten. Als sie am darauffolgenden Morgen aufbrechen wollen, werden sie von Wachen entdeckt und schließlich getrennt. Linet kann Gawain gerade noch ihren Zauberring geben, und Gawain wird an einen unbekannten Ort befördert. Nach dem Hinweis eines ihm freundlich gesinnten Mönch geht er zum Fels der Weisheit, wo er den Weisen um Hilfe zur Lösung des Rätsels fragt. Dieser kann ihm dabei zwar nicht behilflich sein, ihn aber mit Hilfe eines Zaubers nach Lyonesse zurückbringen.
Zurück in der Burg von Lyonesse muss er Linet aus einer Art Dornröschenschlaf wecken, in dem er ihr ihren Ring zurückgibt. Als er Brennholz sammelt, wird Linet entführt und an den Hof des Baron Fortinbras gebracht. In der Absicht Linet zu befreien, kann er als Sklave getarnt in die Burg von Baron Fortinbras gelangen. Er weiß schon nach kurzer Zeit, dass Linet in einem Turm festgehalten wird, und versucht sie mit Hilfe eines Seiles zu befreien. Doch gerade in dem Moment muss er mitansehen, wie im Turm ein Feuer ausbricht und Linet dem Tod nahe ist. Bei seinem Befreiungsversuch wird Gawain von Wachen ertappt und das Seil durchtrennt. Er fällt in den Burggraben und kann nicht mehr auf die Burg zurück.
Im Glauben, dass Linet tot ist, trennt sich Gawain von seinen Verbündeten und streift ziellos umher. Völlig erschöpft entdeckt er in der Ferne eine andere Burg, wo er um Einlass bettelt. Der Herr der Burg ist Sir Bertilak, welcher mit Baron Fortinbras verfeindet ist und Gawain Obdach gewährt. Beim Gottesdienst in der Burgkapelle sieht er plötzlich Linet wieder und ist überglücklich. Von ihr erfährt er, dass sie von Sir Bertilak aus den Flammen gerettet wurde.
Als Gawain sich wieder vollständig erholt und eine neue Rüstung erhalten hat, zieht er mit seinen Soldaten wiedervereint gegen Oswald in die Schlacht. Gawain kann sich mit seinen Männern gegen Oswalds Truppen behaupten, und Oswald schließlich töten. Sodann tritt der grüne Ritter an Gawain heran und erinnert ihn an seine Aufgabe. Gawain konnte das Rätsel nicht komplett lösen, woraufhin er sich mit dem grünen Ritter in dessen Palast begibt, um seine Vereinbarung einzulösen. Gawain kniet nieder und der grüne Ritter holt seine Axt hervor – und schlägt daneben. In dem sich anschließenden Kampf ergibt sich der grüne Ritter schon nach kurzer Zeit und zerfällt zu Asche. Der grüne Ritter lebte nur ein geborgtes Jahr, das mit seinem Auftritt bei König Artus begann. Gawain bemerkt nun, dass er somit das Rätsel komplett gelöst hat.
Als er zu Linet zurückkehrt gesteht sie ihm, dass auch sie nur ein geborgtes Jahr lebte, das mit der mutigen Tat Gawains am Hofe von König Artus begann und jetzt nach Lyonesse zurückkehren muss. Sie fordert Gawain dazu auf, ihre Wange zu berühren. Als er dies tut, verwandelt sich Linet in eine Taube und fliegt davon.

## Kritiken
„Eine läppische Aneinanderreihung bekannter Trivialmuster; auch in den Actionszenen langweilig.“